# Czarodziejka Lili: Smok i magiczna księga
Czarodziejka Lili: Smok i magiczna księga (niem. Hexe Lilli, der Drache und das magische Buch) – niemiecko-włosko-austriacki film komediowy w reżyserii Stefana Ruzowitzky’ego. Film powstał na podstawie animowanego serialu Lilli czarodziejka.

## Fabuła
W życiu starej czarownicy Surulundy (Pilar Bardem) nagle zaczyna dziać się zbyt wiele. Zły czarodziej Hieronimus (Ingo Naujoks) wkradł się do jej chatki i próbował wykraść Księgę Zaklęć. Całe szczęście, że był w niej jej mały smok Hektor. Poza tym Surulunda musi znaleźć następczynię. Na poszukiwania wysyła Hektora, który wraz z magiczną księgą trafia do domu Lilli (Alina Freund), zwyczajnej dziewczynki.

## Obsada
- Alina Freund – Lilli
- Michael Mittermeier – Hektor
- Ingo Naujoks – Hieronymus
- Anja Kling – Mama
- Pilar Bardem – Surulunda
- Leonard Boes – Jonas
- Marie-Lou Bäumer
- Yvonne Catterfeld
- Irm Hermann

## Wersja polska
Wersja polska: SDI Studio

Reżyseria: Wojciech Paszkowski

Dialogi polskie: Tomasz Robaczewski

Nagranie i montaż dialogów: Maria Kantorowicz i Justyna Musialska

Zgranie polskiej wersji językowej: Michał Kosterkiewicz – Toya Studios

Kierownictwo produkcji wersji polskiej: Beata Jankowska i Urszula Nowocin

W wersji polskiej udział wzięli:
- Iga Krefft – Lilli
- Jacek Lenartowicz – Hieronim
- Zbigniew Suszyński – Hektor
- Elżbieta Kijowska – Surulunda
- Paweł Szczesny – Serafim
- Anna Dereszowska – Mama
- Agnieszka Judycka – Blondine
- Wit Apostolakis-Gluziński – Jonas
- Anna Apostolakis-Gluzińska – pani Grach
- Ewa Kania – Immobilienmaklerin
- Antoni Kostrzewa – Leon
- Beniamin Lewandowski – Andreas
- Magdalena Wasylik – Mona
- Janusz Wituch – Alfred

W pozostałych rolach:
- Dariusz Błażejewski
- Justyna Bojczuk
- Kacper Cybiński
- Agnieszka Fajlhauer
- Wiktoria Gąsiewska
- Mariusz Gąsiewski
- Julita Kożuszek
- Jacek Król
- Marcelina Lelek
- Beata Łuczak
- Olga Omeljaniec
- Wojciech Paszkowski
- Grzegorz Pierczyński
- Brygida Turowska
- Karol Wróblewski

i inni